# Ministerio de Armamento y Municiones del Reich
El Ministerio del Reich para Armamento y Producción Bélica (en alemán: Reichsministerium für Rüstung und Kriegsproduktion) fue un ministerio creado por Adolf Hitler durante la Segunda Guerra Mundial. Se estableció el 17 de marzo de 1940 en la Alemania nazi. Tenía unos 500 empleados. Su nombre oficial después del 2 de septiembre de 1943 fue "Reichsministerium für Bewaffnung und Munition" (Ministerio de Armamento y Municiones del Reich). Su tarea era mejorar el suministro de la Wehrmacht con los suministros necesarios de armas y municiones.

## Historia

### Fritz Todt
Desde que las primeras acciones bélicas del Tercer Reich (Ocupación de Checoslovaquia, Invasión a Polonia) habían demostrado que la industria armamentista alemana apenas podía satisfacer las necesidades de armas y municiones de la Wehrmacht, fue ordenada por decreto de Hitler la creación del Ministerio de Armamentos y Municiones del Reich fue fundado el 17 de marzo de 1940, y Fritz Todt fue nombrado Ministro. Todt debía llevar la economía de guerra al nivel necesario para las futuras campañas militares planificadas.

### Liderazgo Económico del Este
El responsable de la preparación de la planificación militar de la invasión de la Unión Soviética fue el Liderazgo Económico del Este (WiFüStab East), dominado por los Secretarios de Estado de la Oficina para el Plan Cuatrienal. Su resultado práctico fue la Carpeta Verde.
El 14 de julio de 1941, el WiFüStab Ost exigió al Comando Supremo de la Wehrmacht la "inminente guetización" de los judíos en las partes recientemente ocupadas de la Unión Soviética para que "los no judíos confiables entren en juego".
El 28 de julio de 1941 tenían los co-organizadores del programa de eutanasia, Viktor Brack y Richard von Hegener, una reunión con el Jefe de la Oficina de Economía y Armamento Defensa del Alto Mando, Georg Thomas. Se refería al apoyo de Wehrwirtschafts- und Rüstungsamt para la ejecución de la orden especial del Führer.
El 31 de julio de 1941, el general de Wehrwirtschafts Thomas y el secretario de Estado de Hermann Göring, Paul Körner, hablaron sobre "Cuestiones de organización de Rusia". En la reunión posterior de WiFüStab Ost, Backe declaró nuevamente que "solo hay disponibles cantidades muy pequeñas" para el suministro de la población de la ciudad de la URSS. Goering luego le pidió a Reinhard Heydrich que preparara "una solución general a la cuestión judía en la esfera de influencia alemana en Europa".

### Academización de la industria de defensa
Todt fue informado sobre los balances de las fábricas de armamentos y los medios estratégicos de producción en la esfera de influencia alemana y cumplió con su deber de informar a Hitler. Las estrategias militares alemanas para la Segunda Guerra Mundial fueron examinadas a fondo por expertos científicos. El Instituto Kiel para la Economía Mundial solo produjo más de 1.600 informes sobre estos temas. Sin embargo, Hitler demostró ser en gran medida resistente a los consejos. El Ministro Todt señaló el desequilibrio de Hitler entre las economías superiores de Gran Bretaña y América y el potencial económico europeo alemán continental; Murió el 8 de febrero de 1942 en un accidente aéreo cerca del Wolfsschanze.

### Albert Speer
Después de la muerte de Todt, Hitler nombró a su ex inspector general de Edificios para la Capital Imperial, Albert Speer, como su sucesor en el puesto ministerial y en todos los puestos de Todt, incluidas las oficinas del inspector general de Carreteras alemanas, el inspector general de Construcción de Fortalezas y el inspector general de Agua y Energía. Speer, a diferencia de Todt, ya no dependía de Göering, pero se le consideraba un confidente cercano de Hitler. Speer recibió la orden de un comandante del 31 de marzo de 1942 de ordenar medidas decisivas para unificar la industria de armamentos. Al mismo tiempo, la supuesta responsabilidad propia fue creada por este Führer las de los hombres principales en la economía alemana (que de hecho estaban cada vez más involucrados en una economía planificada por el estado apretado) y, por lo tanto, crearon una nueva base para el sistema de encuestas. 
Con la Planificación Central creada en abril de 1942, Speer finalmente alcanzó uno de los niveles comparables soviéticos de control central de la economía de acuerdo con los intereses del gobierno (en lugar de la libre operación del mercado) y pudo recurrir a todas las áreas de la economía de guerra (por ejemplo, en las importantes cuotas de materias primas a las empresas). El índice de armas compilado por el Ministerio de la Lanza (pero no siempre basado en fundamentos reales) aumentó constantemente y alcanzó su máximo en julio de 1944 (1944 = 322 a 1940 = 100). 
Por cierto, también se asumió que el Ministerio de Armamentos tenía informes automáticos (MB). El MB se basó como un servicio a gran escala introducido en la tecnología de tarjetas perforadas de las compañías de armamentos . Con el MB, el Departamento de Encabezado fue capaz de asignar rápidamente los medios de producción disponibles y tomar decisiones de producción. Estos medios de producción incluyeron, lo que a menudo se minimizó en publicaciones contemporáneas y posteriores, trabajadores forzados y reclusos en campos de concentración.
Esta autoridad inusual racional en el sistema nazi polcrático sobre todas las esferas militares esenciales de la vida social hace que el reverso Speer también sea responsable de los prisioneros en Auschwitz. Speer había atestiguado que el Plazet de la guerra era importante en las evaluaciones individuales y más tarde en las empresas comerciales de las SS.

### Karl Saur
Cuando el Tercer Reich de acercaba al fin, Hitler nombró en su testamento a Karl Saur como sucesor de Albert Speer en el ministerio, Saur lo ejerció durante 26 días, desde el 30 de abril al 23 de mayo de 1945.

## Ministros
|   | Nombre       | Periodo                                    | Partido | Partido | Canciller                                 |
| - | ------------ | ------------------------------------------ | ------- | ------- | ----------------------------------------- |
| 1 | Fritz Todt   | 17 de marzo de 1940 - 8 de febrero de 1942 |         | NSDAP   | Adolf Hitler                              |
| 2 | Albert Speer | 8 de febrero de 1942 - 30 de abril de 1945 |         | NSDAP   | Adolf Hitler                              |
| 3 | Karl Saur    | 30 de abril de 1945 - 23 de mayo de 1945   |         | NSDAP   | Joseph Goebbels/Lutz Schwerin von Krosigk |

- Datos: Q834877
- Multimedia: Reichsministers für Bewaffnung und Munition / Q834877